# 드래곤 길들이기 (2025년 영화)
《드래곤 길들이기》(영어: How to Train Your Dragon)는 2025년 개봉한 미국의 판타지 모험 영화이다. 크레시다 코웰의 2003년 소설을 원작으로 한 2010년 동명 애니메이션 영화를 실사 리메이크한 작품이다. 드림웍스 애니메이션이 제작했으며, 애니메이션 영화 시리즈의 공동 작가이자 감독인 딘 드블루아가 각본과 감독을 맡았다. 메이슨 세임스, 니코 파커, 가브리엘 하월, 줄리언 데니슨, 브론윈 제임스, 해리 트리볼드윈, 피터 세러피너위치, 닉 프로스트가 출연하며, 제라드 버틀러는 애니메이션 영화의 자신의 역할을 다시 맡았다.
《드래곤 길들이기》의 실사 리메이크 계획은 2023년 2월에 발표되었으며, 드블루아는 애니메이션 영화 3부작을 이전에 이끌었던 이후 각본, 감독 및 제작을 위해 복귀했다. 또한 3부작에서 작업한 존 파월도 이 영화의 음악을 작곡하기 위해 복귀했다. 세임스와 파커는 2023년 5월에 캐스팅에 합류했으며, 2024년 1월에 추가 캐스팅이 발표되었다. 촬영은 같은 달 북아일랜드 벨파스트에서 시작되어 5월에 마무리되었다. 이 영화는 드림웍스의 첫 실사 영화이다.
2025년 4월 2일 시네마콘에서 시사회를 가졌고, 2025년 6월 13일 미국에서 유니버설 픽처스를 통해 개봉되었다. 이 영화는 비평가들로부터 대체로 긍정적인 평가를 받았으며 전 세계적으로 2억 1900만 달러의 수익을 올리며 2025년 흥행 10위 영화가 되었다. 속편은 2027년 6월 11일에 개봉될 예정이다.

## 줄거리
드래곤들이 자주 바이킹 마을 버크를 공격하여 가축을 훔치고 마을 사람들을 위험에 빠뜨린다. 스토이크 대추장의 16세 아들 히컵 호렌더스 해덕 3세는 지역 대장장이 고버의 제자로 일하며 자신의 신체적 약점을 극복하기 위해 기계 장치를 만들려고 노력한다. 드래곤 습격 중, 히컵은 사냥돌 발사기로 나이트 퓨리라는 희귀 드래곤을 격추시키지만, 아무도 그의 말을 믿지 않는다. 자신을 증명하기 위해 히컵은 드래곤을 죽이려고 찾아 나선다. 드래곤이 무력하고 다친 것을 보고 그는 동정심에 드래곤을 풀어준다. 놀랍게도 화가 난 드래곤은 그의 목숨을 살려준다.
한편, 스토이크는 드래곤 둥지를 파괴하기 위해 함대를 소집한다. 떠나기 전, 스토이크는 고버의 조언을 듣고 히컵을 피시레그스, 스노틀라우트, 쌍둥이 러프넛과 터프넛, 그리고 히컵이 짝사랑하는 아스트리드 등 다른 지역 청소년들과 함께 드래곤 싸움 훈련에 등록시킨다. 히컵은 또래들에게 놀림을 받고 훈련에서 고군분투한다. 숲으로 돌아온 그는 반쪽이 잘린 꼬리 지느러미 때문에 날 수 없는 나이트 퓨리가 후미에 갇혀 있는 것을 발견한다. 히컵은 이 드래곤에게 접이식 이빨 때문에 "투슬리스"라는 이름을 붙이고 친구가 된다. 그는 투슬리스가 히컵이 등에 타고 안내할 수 있도록 고삐, 안장, 의족 지느러미를 만든다. 히컵은 또한 투슬리스로부터 드래곤 행동에 대해 배우는데, 이는 그가 갇힌 훈련 드래곤들을 진압하는 데 도움이 되어 마을 사람들을 감동시키고 아스트리드의 의심을 불러일으킨다.
한편, 스토이크의 함대는 둥지를 찾는 동안 손상을 입고 버크로 돌아온다. 최종 시험을 위해 드래곤을 죽여야 한다는 것을 알게 된 히컵은 투슬리스와 함께 도망치려 하지만, 아스트리드가 그들을 발견한다. 히컵은 투슬리스의 친근함을 보여주기 위해 그녀를 비행에 태운다. 비행 중 투슬리스는 드래곤 둥지로 이끌려 가는데, 그곳에는 거대한 괴수 크기의 드래곤인 레드 데스가 작은 드래곤들에게 잡아먹히지 않기 위해 자신에게 먹이를 주라고 명령하고 있다. 드래곤들이 생존을 위해 버크를 공격한다는 것을 깨달은 아스트리드는 마을 사람들에게 알리기를 원하지만, 히컵은 투슬리스를 보호하기 위해 반대한다.
최종 시험에서 히컵은 갇힌 몬스터스 나이트메어 드래곤과 마주한다. 그는 드래곤이 평화로울 수 있다는 것을 공개적으로 증명하려 하지만, 스토이크가 의도치 않게 몬스터스 나이트메어를 격분시켜 투슬리스가 숨어있던 곳에서 나와 히컵을 보호하게 된다. 스토이크는 투슬리스를 붙잡고 진실을 알게 된 후 히컵을 버린다. 스토이크의 함대는 히컵의 경고에도 불구하고 투슬리스를 이용하여 둥지로 향한다. 스토이크는 절망에 빠진 히컵에게 자신이 투슬리스를 살려준 것은 동정심 때문이지 비겁함 때문이 아니라고 상기시킨 후, 아스트리드는 히컵에게 다른 청소년들을 모아 훈련 드래곤들을 길들이게 한다. 그들은 함께 스토이크의 함대를 둥지까지 추격한다.
스토이크의 바이킹들은 둥지를 찾아 부수지만, 레드 데스가 깨어나 그들을 압도한다. 드래곤 라이더들은 레드 데스를 유인하는 동안 히컵은 가라앉는 배에서 투슬리스를 구출하려 한다. 스토이크는 히컵과 투슬리스를 익사로부터 구하고 아들과 화해한다. 히컵과 투슬리스는 레드 데스를 공중으로 유인하여 날개 막을 손상시키고 내부를 불태워 추락하고 폭발하게 만든다. 죽어가는 레드 데스의 꼬리가 히컵을 치고 그는 폭발의 불덩이 속으로 떨어진다. 투슬리스가 그를 구출하지만, 히컵은 왼쪽 발을 잃는다.
레드 데스의 위협이 제거되면서 버크 마을 사람들은 드래곤들과 평화롭게 공존한다. 고버는 히컵과 투슬리스의 잃어버린 팔다리를 의족으로 대체한다. 이제 마을 사람들에게 존경받는 히컵은 아스트리드와 연인 관계를 시작한다.

## 출연진
- 메이슨 세임스 - 스토이크 대추장의 어색한 아들 히컵 호렌더스 해덕 3세 역[8] / 성우 -이대휘
- 니코 파커 - 히컵의 연인이자 드래곤 싸움 훈련의 동료 학생인 아스트리드 호퍼슨 역[8] / 성우-장예나
- 제라드 버틀러 - 버크의 족장이자 히컵의 아버지인 스토이크 대추장 역. 버틀러는 애니메이션 영화에서 자신의 역할을 다시 맡는다.[9] / 성우-안장혁
- 닉 프로스트 - 버크의 대장장이이자 스토이크의 절친한 친구이자 부족의 어린 드래곤 싸움 신병들을 가르치는 고버 벨치 역[10] / 성우-최석필
- 가브리엘 하월 - 히컵의 라이벌 스노틀라우트 조건슨 역[11] / 성우-남도영
- 줄리언 데니슨[12] - 히컵의 절친한 친구 피시레그스 잉거먼 역[11] / 성우-박주광
- 브론윈 제임스 - 터프넛의 쌍둥이 여동생 러프넛 소스턴 역[11] / 성우-김보나
- 해리 트리볼드윈 - 러프넛의 쌍둥이 오빠 터프넛 소스턴 역[11] / 성우-이상호
- 피터 세러피너위치 - 스노틀라우트의 아버지이자 스토이크의 부사령관인 스파이틀라우트 조건슨 역 / 성우-김민주
- 루스 코드 - 바이킹 마을의 일원인 플레그마 역[13] / 성우-김자연
- 머리 맥아더 - 호크 역[14]
- 나오미 워스너 - 마을 원로 고티 역
- 안드레아 웨어 - 바이킹 마을의 일원인 번하트 역
- 애나 레옹 브로피 - 바이킹 마을의 일원인 레차 역
- 마커스 오닐루드 - 바이킹 마을의 일원인 스노티 역
- 피터 셀우드 - 바이킹 마을의 일원인 드룰 역
- 다니엘-존 윌리엄스 - 바이킹 마을의 일원인 펀지 역
- 케이트 케네디 - 바이킹 마을의 일원인 플래툴라 역
- 셀리나 존스 - 바이킹 마을의 일원인 루기 역
- 닉 콘월 - 바이킹 마을의 일원인 훌 역
- 사무엘 존슨 - 바이킹 마을의 일원인 스칼도르 역
- 기타 배역 - 성우 이동윤
- 기타 배역 - 성우 원종준
- 기타 배역 - 성우 오건우

## 제작

### 개발
2023년 2월, 유니버설 픽처스에서 크레시다 코웰의 동명 소설 시리즈를 원작으로 한 드림웍스 애니메이션의 2010년 영화 《드래곤 길들이기》의 실사 각색판이 개발 중이며, 딘 드블루아가 이전에 애니메이션 작품을 쓰고 감독한 후 이 영화를 감독, 각본 및 제작하고, 마크 플랫과 애덤 시걸이 공동 프로듀서로 참여할 것이라고 보도되었다. 드블루아는 완전한 창작 통제권을 가질 경우에만 각색을 감독하는 데 동의했다. 2024년 11월, 포브스는 유니버설이 이 영화의 사전제작에 5천만 달러 이상을 지출했다고 보도했다.

### 캐스팅
2023년 5월, 메이슨 세임스와 니코 파커가 각각 히컵과 아스트리드 역으로 캐스팅되었다고 발표되었다. 2024년 1월, 제라드 버틀러는 애니메이션 영화에서 자신의 역할인 스토이크 대추장 역으로 다시 캐스팅되었고, 같은 달 닉 프로스트, 줄리언 데니슨, 가브리엘 하월, 브론윈 제임스, 해리 트리볼드윈이 캐스팅에 합류하여 각각 고버, 피시레그스, 스노틀라우트, 러프넛, 터프넛 역을 맡았다. 3월에는 루스 코드가 영화 캐스팅에 합류하여 플레그마 역을 맡았다.

### 촬영
본 촬영은 원래 2023년 7월 북아일랜드 벨파스트에서 시작될 예정이었으나 2023년 미국배우조합 파업으로 인해 연기되었다. 파업이 종료된 후, 2023년 12월에 스크린 테스트가 예정되었으며, 2024년 1월 중순에서 하순에 제작을 시작할 계획이었다. 촬영은 2024년 1월 15일에 시작되어 5월 16일에 마무리되었다. 빌 포프가 촬영 감독을 맡았다. 드블루아는 원래 애니메이션 영화의 시각 컨설턴트로 일했던 로저 디킨스에게 실사 영화 작업에 대해 연락했으나, 디킨스는 거절하며 포프를 드블루아에게 추천했다. 제작은 실제 세트의 사용이 많았고, IMAX 형식으로 촬영되었다. 원작 영화의 많은 장면이 실사 형식으로 샷-포-샷으로 재현되었으며, 특히 히컵이 투슬리스와 처음 만나는 장면이 그러했다.

### 후반 작업
프레임스토어가 시각 효과를 맡았으며, 런던, 멜버른, 몬트리올, 뭄바이스튜디오에서 작업되었다. 크리스천 만즈가 제작 시각 효과 감독을 맡았다.
배우와 드래곤 사이의 실제적인 연기를 이끌어내고 후반 작업에서 드래곤을 애니메이션화하는 시각 효과 팀의 작업에 정보를 제공하기 위해, 세트장에서 인형이 사용되었다. 톰 윌턴이 인형술사 팀을 이끌며 현장에 카메라맨이 드래곤이 있을 위치를 구도를 잡는 동안 배우들이 연기할 대상을 가질 수 있도록 했다. 프레임스토어의 시각 효과 애니메이션 팀은 또한 비행 장면에서 배우들이 탑승할 수 있도록 각 드래곤 머리가 부착된 8축 짐벌을 프로그래밍했다. 짐벌은 각 라이더가 드래곤의 비행 주기에 맞춰 독특한 연기를 할 수 있도록 했다.

### 음악
2023년 2월, 존 파월은 이전에 원작 영화 3부작의 음악을 작곡한 후 이 영화의 음악을 작곡할 예정이라고 밝혔다.
전체 작곡: John Powell
| #            | 제목                                                 | 재생 시간 |
| ------------ | ---------------------------------------------------- | --------- |
| 1.           | 〈This Is Real Berk〉                                | 7:48      |
| 2.           | 〈I Hit a Night Fury〉                               | 2:03      |
| 3.           | 〈I Want to Be One of You Guys〉                     | 1:21      |
| 4.           | 〈Conference of the Tribes〉                         | 2:12      |
| 5.           | 〈He's Not That Boy〉                                | 1:19      |
| 6.           | 〈Searching the Woods〉                              | 3:26      |
| 7.           | 〈Home in the Ring〉                                 | 2:37      |
| 8.           | 〈First Dragon Training〉                            | 3:57      |
| 9.           | 〈Sketches of a Wounded Dragon〉                     | 2:43      |
| 10.          | 〈Our Most Valuable Possession〉                     | 3:01      |
| 11.          | 〈I'm Beginning to Question Your Teaching Methods!〉 | 3:47      |
| 12.          | 〈A Really Forbidden Friendship〉                    | 4:47      |
| 13.          | 〈Carefully Attaching〉                              | 2:48      |
| 14.          | 〈Charming the Zippleback〉                          | 1:43      |
| 15.          | 〈He Has a Way with the Beasts〉                     | 4:28      |
| 16.          | 〈Test Driving Toothless〉                           | 3:06      |
| 17.          | 〈Top Slayer〉                                       | 2:28      |
| 18.          | 〈Caught Designing Outfits〉                         | 2:26      |
| 19.          | 〈A Romantic Flight〉                                | 2:28      |
| 20.          | 〈Taken to the Dragons' Nest〉                       | 2:05      |
| 21.          | 〈Should We Tell Your Father?〉                      | 1:40      |
| 22.          | 〈Waiting to Enter the Ring〉                        | 2:29      |
| 23.          | 〈The Trial of Flame〉                               | 4:58      |
| 24.          | 〈You're Not My Son〉                                | 3:12      |
| 25.          | 〈What Are You Going to Do About It?〉               | 3:36      |
| 26.          | 〈Prelude to a Battle〉                              | 2:18      |
| 27.          | 〈Meeting the Queen〉                                | 4:18      |
| 28.          | 〈Allied Forces〉                                    | 4:32      |
| 29.          | 〈The Wings of the Beast〉                           | 2:56      |
| 30.          | 〈Finding Hiccup〉                                   | 4:11      |
| 31.          | 〈We Have Dragons〉                                  | 2:52      |
| 32.          | 〈You Are My Homeward〉                              | 1:45      |
| 33.          | 〈..And Finally, the End Credits Suite〉             | 6:28      |
| 총 재생 시간 | 총 재생 시간                                         | 1:46:00   |

## 개봉
《드래곤 길들이기》는 2025년 4월 2일 라스베이거스의 시저스 팰리스 콜로세움에서 열린 시네마콘에서 유니버설 픽처스의 2025년 극장 상영작 발표의 일환으로 월드 프리미어 상영되었다. 미국 외 지역에서는 2025년 6월 9일 시드니 영화제에서 첫 상영되었으며, 이어서 2025년 6월 7일 아카데미 영화 박물관에서 로스앤젤레스 프리미어 상영, 2025년 6월 11일 2025년 트라이베카 영화제에서 뉴욕 프리미어 상영이 이어졌다.
2025년 6월 13일 미국에서 유니버설 픽처스를 통해 RealD 3D, IMAX, 돌비 시네마, 4DX, ScreenX, D-BOX 상영을 포함하여 극장 개봉되었다. 이전에는 2025년 3월 14일 개봉 예정이었으나, 2023년 미국배우조합 파업으로 인해 현재 개봉일로 연기되었다.

### 마케팅
2024년 11월 15일 엠파이어가 영화의 공개했으며, 위키드의 극장 개봉에 앞서 첫 티저 예고편이 공개되었다. 예고편은 2024년 11월 19일 온라인에 공개되었으며, 이어서 딘 드블루아가 스토리를 실사 매체로 옮기는 비전을 소개하는 특집 영상이 공개되었다. 2025년 2월 9일 제59회 슈퍼볼에서 새로운 예고편이 방영되었으며, 2025년 2월 12일 공식 예고편이 공개되기 전에 캡틴 아메리카: 브레이브 뉴 월드 상영에 첨부되었다. IMAX 예고편은 2025년 5월 6일에 공개되었다.
버거킹과 협업해 4가지 메뉴를 출시했으며 BMW 자동차가 영화를 홍보했다.

## 평가

### 박스 오피스
2025년 6월 19일 기준 《드래곤 길들이기》는 미국과 캐나다에서 1억 5백만 달러, 기타 지역에서 1억 1천 3백만 달러를 벌어들여 전 세계적으로 총 2억 1천 9백만 달러의 수익을 올렸다.
미국과 캐나다에서 이 영화는 머티리얼리스트와 함께 개봉되었으며, 개봉 주말 4,000개 극장에서 6천 5백만~8천만 달러의 수익을 올릴 것으로 예상되었다. 이 영화는 첫날 3천 5백 6십만 달러를 벌어들였으며, 이는 프리뷰 상영에서 얻은 1천 1백 1십만 달러를 포함한다. 이어서 8천 3백 7십만 달러로 데뷔하여 박스 오피스에서 1위를 차지했으며, 시리즈 최고의 오프닝 기록을 세웠다. 이는 A MINECRAFT MOVIE 마인크래프트 무비, 릴로 & 스티치, 캡틴 아메리카: 브레이브 뉴 월드에 이어 2025년 개봉 주말 중 네 번째로 높은 기록이었다.

### 비평 반응
틀:RT film 틀:MC film 시네마스코어에서 설문조사한 관객들은 영화에 "A" 등급을 주었으며, 이는 원작 애니메이션 영화와 동일한 등급이었다. 포스트트랙에서 설문조사한 관객들은 94%의 긍정적인 평가를 주었으며, 83%는 이 영화를 확실히 추천할 것이라고 답했다.

## 속편
2025년 4월 2일 시네마콘에서 유니버설 픽처스는 원작 애니메이션 3부작의 두 번째 영화인 《드래곤 길들이기 2》의 실사 리메이크가 개발 중이라고 발표했으며, 2027년 6월 11일에 개봉될 예정이다.

## 기타
- 쿠키 영상은 1개이나, 엔딩 크레딧 애니메이션의 연장선으로 약 1초밖에 안되며 큰 의미가 있는 내용도 아니다.